# Juego de cero jugadores
El término juego para cero jugadores se refiere generalmente a juegos que no tienen jugadores humanos, pero también a los juegos que no tienen ningún jugador, sea o no humano.
La mayoría de los videojuegos se pueden ajustar de forma que el ordenador juegue contra sí mismo mediante el uso de inteligencia artificial (IA): un ejemplo clásico es el ajedrez. Como estos juegos ya disponen de inteligencia artificial, la posibilidad de dejar que el ordenador juegue contra sí mismo se suele añadir como un extra que no lleva mucho tiempo adicional de programación. En muchos casos, esto puede dar a conocer problemas con la IA, cuando todos los jugadores emplean estrategias similares. En algunos videojuegos como el clásico shareware Scorched Earth, los jugadores controlados por la IA siguen jugando incluso después de que todos los jugadores humanos hayan perdido.
También se utilizan videojuegos enteramente controlados por el ordenador para exponer los gráficos o la jugabilidad, especialmente en los juegos de arcade.
La programación genética se puede utilizar para desarrollar estrategias más o menos exitosas contra otros jugadores mediante la selección natural. La mayoría de los videojuegos utilizados en la teoría de juegos son juegos de cero jugadores en su definición común, donde se utilizan muchas iteraciones de las acciones de los jugadores simulados para determinar la estrategia óptima para un problema particular como el dilema del prisionero. Esta simulación no tiene por qué tener lugar en un ordenador, pero es un caso común en problemas complejos con muchas iteraciones y estrategias.
La película Juegos de guerra popularizó la idea de usar ordenadores para examinar estrategias. En dicha película, un ordenador que controlaba el arsenal de defensa de Estados Unidos jugó muchas iteraciones de un juego de "guerra termonuclear mundial" contra sí mismo empleando todas las estrategias posibles, tardando en jugarlas por lo que se sustituye para que juegue al "tres en raya" con cero jugadores y llegó a la conclusión de que "la única jugada ganadora es no jugar".
La clasificación de programas como juegos que no tienen jugadores es más problemática. El juego de la vida de John Conway es probablemente el juego más conocido que cumple la definición, junto con otros autómatas celulares, pero incluso aquí se puede debatir sobre si es un juego y si tiene jugadores (células). Se suelen incluir en esta categoría los mundos complejos simulados, como los videojuegos Creatures y Sim Earth cuando no hay intervención humana. Quizá la clasificación de juegos evolucionarios sea más apropiada. Los salvapantallas no suelen ser interactivos, pero en cada caso es dudoso que puedan ser clasificados como juegos.
AlphaGo, el primer programa capaz de ganar una partida igualada a un jugador profesional (primero a Fan Hui 2dan y después a Lee Sedol 9dan) en un goban de 19x19, mejora su nivel de juego enfrentándose a sí mismo.
- Datos: Q1834370